# شعب الجرف (حبيل جبر)

تعديل مصدري - تعديل

شعب الجرف هي إحدى قرى عزلة حبيل جبر بمديرية حبيل جبر التابعة لمحافظة لحج، بلغ تعداد سكانها 72 نسمة حسب تعداد اليمن لعام 2004.